# Вергинелла, Марта
Марта Вергинелла (род. 20 июня 1960 г.) — словенская учёная-историк из словенского меньшинства в Триесте, Италия. Известна как один из самых выдающихся словенских историков современности. Вместе с Аленкой Пухар она считается пионером семейной истории в словенских землях.
Марта Вергинелла — профессор всеобщей истории XIX века и теории истории, кафедры истории факультета искусств Люблянского университета.

## Биография
Марта Вергинелла родилась в Триесте, Италия. Она посещала словенскоязычную школу в Триесте. В 1984 году она окончила исторический факультет Университета Триеста под руководством известной социального антрополога и историка-феминистки Луизы Аккати. В течение пяти лет она работала учителем средней школы в школах со словенским языком обучения в Триесте и Гориции. В 1995 году она защитила докторскую диссертацию в Университете Любляны под руководством Петера Водопивца, защитив диссертацию об изменении отношения к смерти в сельских периферийных районах Триеста в XIX веке.
Вергинелла была приглашенным профессором в нескольких университетах Италии, а также в Университете Валенсии в Испании и Приморском университете в Копере, Словения. С 1996 года она преподает теорию историографии и социальной истории Европы XIX века в Люблянском университете. Историк писала на различные темы, включая социальную и демографическую историю, историю историографии, историю культуры XIX и XX веков, женские исследования, национальные исследования, пограничные исследования и историю словенского меньшинства в Италии (1920—1947). Она получила известность благодаря своим исследованиям взаимоотношений между городским и сельским обществами в Габсбургской Истрии.
Особенно выдающимися являются её микроисторические исследования повседневной жизни во время Второй мировой войны. В последнее десятилетие она также много писала об истории интеллигенции на границе между Словенией и Италией. Её сочинение, названное «Граница других» (Il confine degli altri), стало бестселлером в Италии в 2008 году.

## Работы
На итальянском языке:
- 1990 Città e campagna nel tramonto asburgico («Город и деревня в поздней империи Габсбургов»). Турин.
- 1995 L’altra resistenza: la guerra di liberazione a Trieste e nella Venezia Giulia («Другое сопротивление: Освободительная битва в Триесте и Юлианский марш»), в соавторстве с Йоже Пирьевцом и Роберто Спазцали. Триест.
- 1999 Fra invenzione della tradizione e ri-scrittura del passato: las storiografia slovena degli anni Novanta («Между изобретением традиции и переписыванием прошлого: словенская историография в 1990-е годы»), редактор. Триест.
- 2001 Sloveni a Trieste tra Sette e Ottocento: da comunità etnica a minoranza nazionale («Словенцы в Триесте между XVIII и XIX веками: от этнической общности к национальному меньшинству»). Триест.
- 2008 Il confine degli altri: la questione giuliana e la memoria slovena («Граница других. Юлианский мартовский вопрос и словенское воспоминание»). Рим.
- 2015 La guerra di Bruno: l' identità di confine di un antieroe triestino e sloveno (Очерки, история и общественные науки). Рим: Донцелли.
- 2016 Terre e lasciti: pratiche testamentarie nel contado triestino fra Otto e Novecento (Рассказ о Бейте). Триест: Бейт.

На словенском языке:
- 1990 Družina v Dolini pri Trstu v 19. stoletju («Семейная жизнь в деревне Долина близ Триеста в XIX веке»). Любляна.
- 1996 Ekonomija odrešenja in preživetja: odnos do življenja in smrti na tržaškem podeželju («Экономика искупления и выживания: отношение к жизни и смерти в сельской местности Триеста»). Копер.
- 2004 Suha pašta, pesek in bombe: vojni dnevnik Bruna Trampuža («Сушеные макаронные изделия, песок и бомбы: Военный журнал Бруно Трампужа»). Копер.
- 2006 Ženska obrobja: vpis žensk v zgodovino Slovencev («Женская периферия: очерки женщин в словенской истории»). Любляна.
- 2008 Primorski upor fašizmu: 1920—1941 («Антифашистское сопротивление на словенском побережье, 1920—1941»), в соавторстве с Милицей Качин Вохинц. Любляна.
- 2009 Meja drugih: primorsko vprašanje in slovenski spomin («Граница чужого: прибрежный вопрос и словенская память»). Любляна: Модрижан, 2009.

На английском языке:
- 2006 Pajk, Pavlina (born Doljak) (1854—1901). IN: HAAN, Francisca de (ed.), DASKALOVA, Krasimira (ed.), LOUTFI, Anna (ed.). A biographical dictionary of women’s movements and feminisms in Central, Eastern, and South Eastern Europe: 19th and 20th centuries. («Биографический словарь женских движений и феминизмов в Центральной, Восточной и Юго-Восточной Европе: XIX и XX века.») Будапешт; Нью-Йорк: CEU Press / Central European University Press, стр. 389—391.
- 2006 Štebi, Alojzija (Lojzka) (1883—1956). IN: HAAN, Francisca de (ed.), DASKALOVA, Krasimira (ed.), LOUTFI, Anna (ed.). A biographical dictionary of women’s movements and feminisms in Central, Eastern, and South Eastern Europe: 19th and 20th centuries. («Биографический словарь женских движений и феминизмов в Центральной, Восточной и Юго-Восточной Европе: XIX и XX века.») Будапешт; Нью-Йорк: CEU Press / Central European University Press, стр. 530—533.
- 2010 Border genealogies: Slovenian claims to Trieste. IN: ARTICO, Davide (ed.), MANTELLI, Brunello (ed.). («От Версаля до Мюнхена: двадцать лет забытых войн.») Вроцлав: Dolnośląskie Wydawnictwo Edukacyjne, стр. 73-96.
- 2013 SELIŠNIK, Irena, VERGINELLA, Marta: The desire to be free: Marica Nadlišek Bartol and the young intelligentsia at the turn of the 20th century. («Стремление к свободе: Марика Надлишек Бартол и молодая интеллигенция на рубеже XX века.») Historijski zbornik, 2013, 66 (1), pp. 101–120.
- 2016 Succession choices of small farmers and women farmers' wills in the area around Trieste in the nineteenth century. («Выбор наследования мелких фермеров и женщин-фермеров в окрестностях Триеста в девятнадцатом веке») IN: SOVIČ, Silvia (ed.), VIAZZO, Pier Paolo (ed.), THANE, Pat (ed.).